# Pierre Favret
Pour les articles homonymes, voir Favret.
Pierre Marcel Favret (1875-1950), dit l'abbé Favret, était un prêtre et archéologue français, donateur et fondateur scientifique du musée du vin de Champagne et d'Archéologie régionale d’Épernay. Il s'est particulièrement intéressé aux peuples celtiques.

## Biographie
Pierre Favret a fait ses études aux Carmes de Paris où il fut ensuite enseignant en histoire puis était enseignant à l'Institution Saint-Étienne de Châlons-sur-Marne avant de devenir aumônier du Centre hospitalier Auban-Moët.
Féru de nouveauté, il pratiquait la photographie, allait observer les avions au terrain de Bouy. Il a effectué de nombreuses fouilles en Champagne, comme la grotte de Saran IV, mais aussi en pays bigouden avec Bénard Le Pontois. Avec la loi Carcopino de 1941, il devint le référent régional pour l'archéologie.

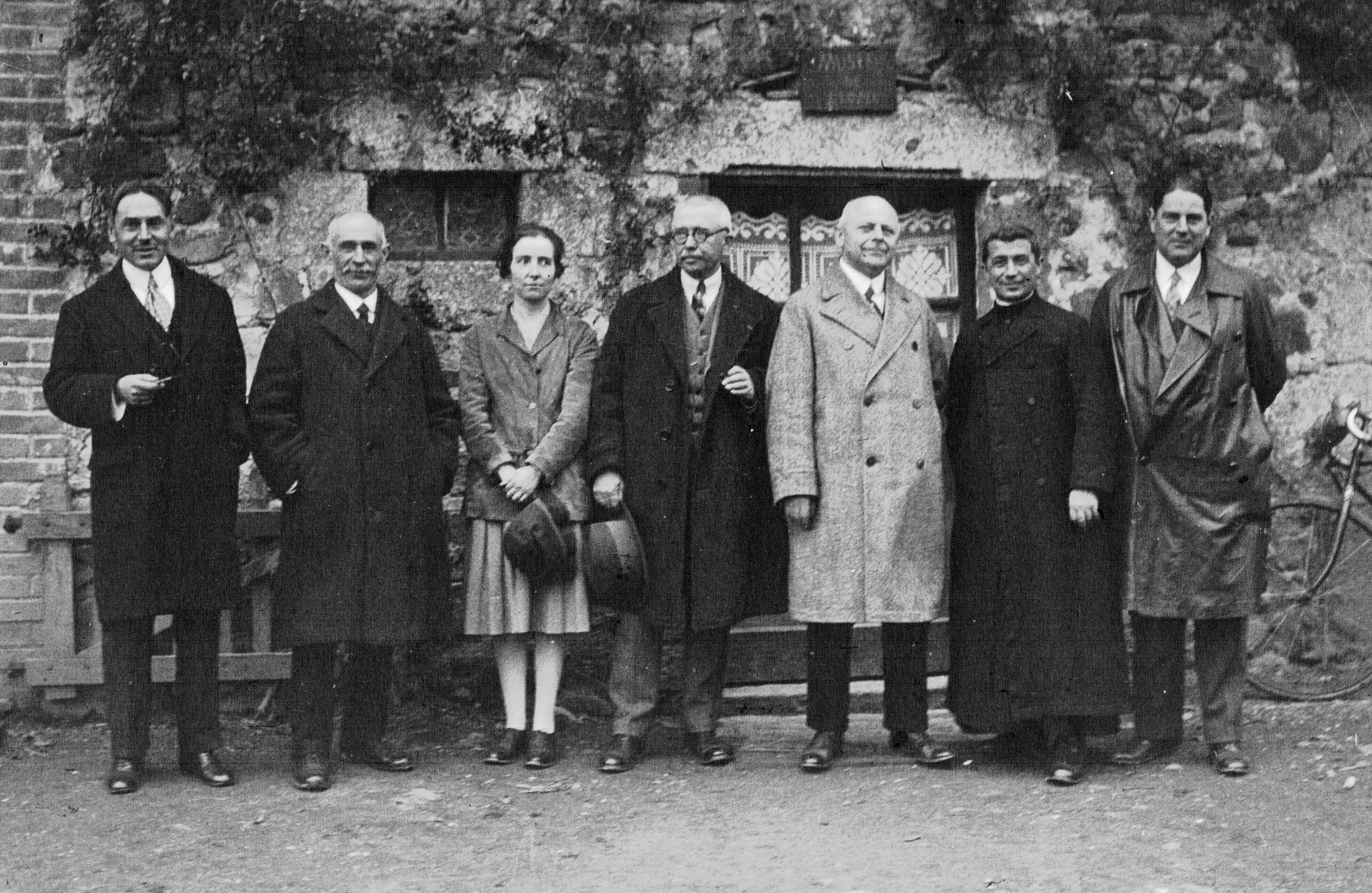
En 1927, membre de la commission internationale statuant sur l'authenticité de Glozel (2e à dr.).

Il repose à Épernay.

## Distinctions
- Chevalier de la Légion d'honneur (1948)

## Écrits

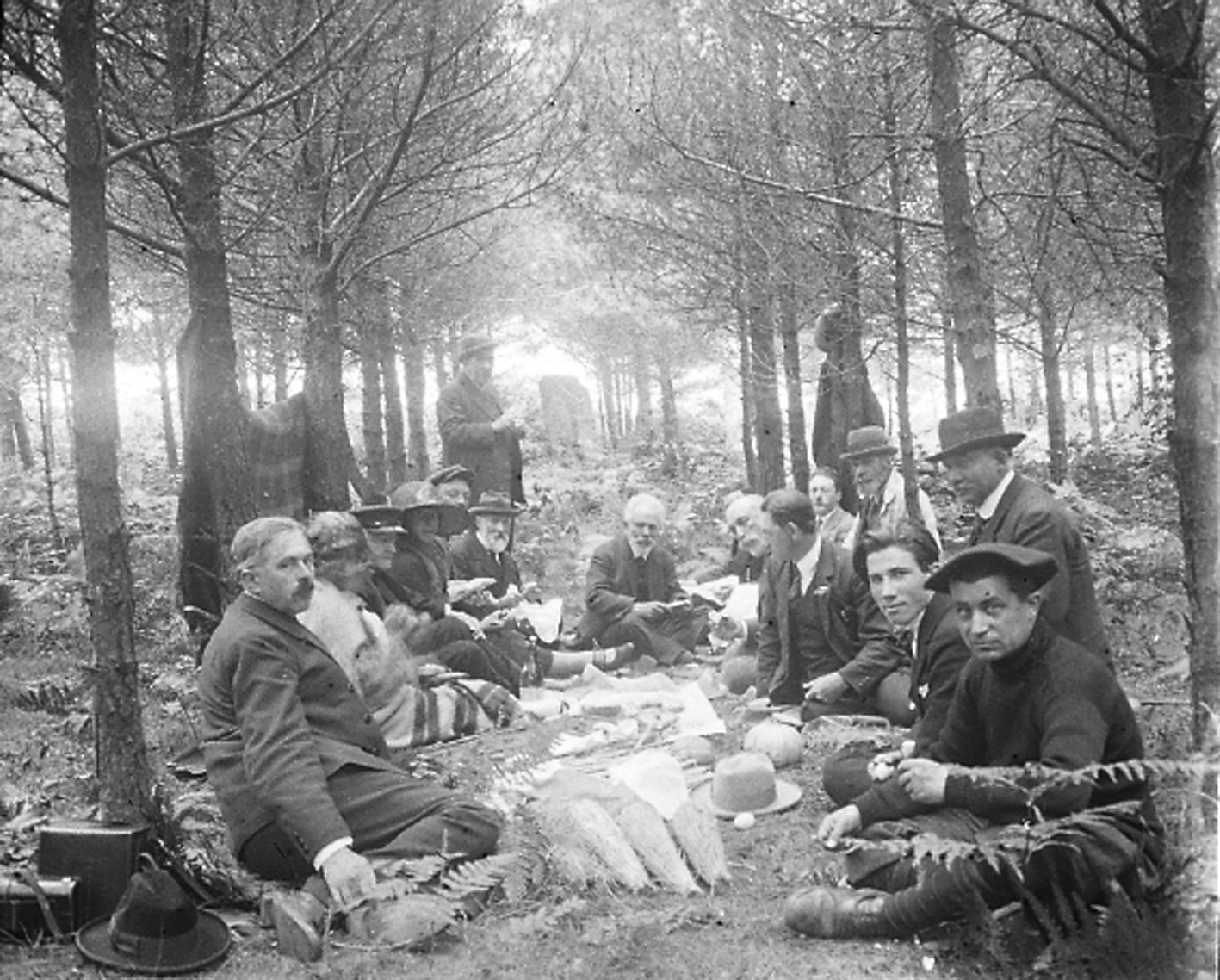
Théodore Monod, et l'abbé Favret en sortie archéologique en 1920, les deux en partant de la droite.

- In Bulletin de la Société archéologique champenoise  :
  - Le Cimetière des Commelles Fouilles de G. Chance, 1929.
- In Revue anthropologique :
  - Glozel. La Commission internationale, son rapport et les a côtés  nº 1-3, 1929.
- Cdt Bénard, abbé Favret, Georges A. L. Boisselier, Georges Monot. 3me Campagne de fouilles en pays bigouden, 1922.
- Le Carquois en Champagne à la fin du premier âge du fer.
- Pierre-Marcel Favret, A. Loppin: Grotte sépulcrale néolithique d’Avize (Marne). In: Gallia. Bd. 1, Nr. 2, 1943,  (ISSN 0016-4119), S. 19–26, DOI 10.3406/galia.1943.1966.